# Capitophorus prunifoliae
Capitophorus prunifoliae är en insektsart. Capitophorus prunifoliae ingår i släktet Capitophorus och familjen långrörsbladlöss. Inga underarter finns listade i Catalogue of Life.